# يينيو فوخس
يينيو فوخس (Jenő Fuchs) هو لاعب أولمبي لرياضة مبارزة سيف الشيش من المجر. شارك في الأولمبياد الصيفي في 1908–1912، وفاز بما مجموعه 4 ميداليات.

## الميداليات
| ذهب | فضة | برونز | المجموع |
| 4   | 0   | 0     | 4       |

## روابط خارجية
- يينيو فوخس على موقع أوليمبيديا (الإنجليزية)
- يينيو فوخس على موقع اللجنة الأولمبية المجرية (الهنغارية)